# 瀬川おんぷ
瀬川 おんぷ（せがわ おんぷ）は、アニメ『おジャ魔女どれみ』シリーズの登場人物である魔女見習いの少女で、MAHO堂に所属する「おジャ魔女」の一人。担当声優は宍戸留美。

## プロフィール
- 1991年（平成3年）3月3日生まれのうお座のB型。父親は北海道、母親は沖縄県出身だが、おんぷ自身の出身地は作中で明らかになっていない。
- 左に偏ったちょんまげ状の髪型（サイドポニー）がチャームポイント。髪型は八分音符に類似しているが、彼女のキャラクターコンセプトデザインを担当した馬越嘉彦は「実は偶然」とコメントしており、八分音符をモチーフにしたデザインということを否定している[1]。
- 私服はワンピースに紫のスパッツを履いている。
- 髪と瞳は紫色。
- 一人称は「私」。
- 魔女見習い服は紫色。お付きの妖精は、「ロロ」。フルートの音がするポロンを使っている。魔法の呪文は「プルルンプルン ファミファミファ」。マジカルステージでは「プルルンプルン すずやかに」。ロイヤルパトレーヌの時は「プルルンパトレーヌ」。
- ホウキに乗って空を飛ぶ時、彼女とはづきは横向きに座る[注 1]。
- 「てへッ」が口癖[注 2]。第1期ではその仕草に加えて、「うふふ」と笑うときにも、背景にマーガレットの花が写っている。
- 父親は長距離寝台列車運転士の瀬川剛（せがわ つよし）。単身赴任をしており、おんぷが住んでいる家には滅多に帰ってこない。
- 母親は、おんぷのマネージャーでもある瀬川美保（せがわ みほ）。美保はかつて桜井くらら（さくらい くらら）という芸名のチャイドルだったが、舞台階段からの転落事故に遭い、その後遺症でショック状態に陥って声が出なくなったことから、若くして引退している。
- （出身地不明）⇒美空市美空町に転居、美空市立美空第一小学校3年2組⇒4年2組⇒5年2組⇒6年2組⇒私立遠近学園中学校へ進学。美空第一小学校に転校後は、はづき・あいこと4年間同じクラスだった（どれみは3・4年の時まで）。
- 中学3年の年の瀬に、母（美保）が軽い脳梗塞に倒れてしまい、父（剛）の実家がある稚内の中学へ転校⇒地元の高校へ進学⇒芸能活動を再開するにあたって芸能コースがある高校へ編入手続きをした[2]。
- 身長が低いゆえに、できない仕事もあるという[3][注 3]。
- フルートが得意[注 4]。
- 彼女が書く字は小さく、若干読みづらい[5]。
- ハナちゃんの乳児時代には架空の父親役[6]を、小学生時代の架空の母親役をそれぞれ経験している。
- 簡単な魔法文字なら解読することができる[7][注 5]。
- 趣味は乗馬（ドラマCDより）。
- 父親の実家は北海道の稚内[8]。

## 略歴
小学3年生の時、美空第一小学校に転校してきた。勉学のかたわら、ルカ・エンタープライズ所属の人気チャイドルとして、芸能界で活躍している。芸能活動と両立して魔法修行を順調にこなし、魔女見習い試験も飛び級で合格を何度も果たすなど、天才魔女見習いという顔を持つ。
小学3年生の時、母親の実家の沖縄で芸能スクールの夏期講習を受けていたが、そこで、どれみらの師匠マジョリカと対立関係にある魔女・マジョルカが魔法を使うところを目撃してしまい、魔女ガエルにしてしまった。このことからマジョルカのもとで魔女見習いになり、魔法の修行を始める。ハナちゃんの一件以後も、FLAT4（特にトオル）を嫌っている。
魔女になって母親の果たせなかったアイドルの夢を果たそうと努力するも、「自分のため」に禁断の魔法（人の心を操る魔法）を乱用して、時にはどれみたちを困らせる一面もあった。このため、初期の彼女はいわゆる「ライバル魔法少女」という立場だった。本来、この禁忌を犯した魔女は恐ろしい災いがふりかかるが、おんぷはマジョルカから渡されていたお守り（ブレスレット）の効力によって、その災いを跳ね返していた。
当初は「魔法は他人を助けるために使うもの」という意向を持つどれみたちと対立していたが、彼女たちの関わりを通じて徐々に心境に変化が表れ、魔女見習いの1級試験を通じて「他人の心を変える魔法は使わない」ことを決意し、最終話で和解する。その直後にどれみたちが魔女見習いであることが発覚してしまい、皆が魔女ガエルになるのを防ぐために人々（MAHO堂に押しかけて来ていたどれみたちの両親を始め、担任の関先生や玉木らのクラスメイト）の記憶を消す魔法を使ってしまった結果、ブレスレットの効力が限界を迎えて壊れてしまい、禁忌を犯したことによりおんぷはその場に倒れてしまう。そして、倒れてから24時間以内に救われなければ、百年の眠りにつくという呪いにかかってしまう。おんぷを放って置けないどれみたちは魔女の資格が剥奪されることも厭わず、マジカルステージで目覚めさせた。最終的には全員が人間に戻ってしまったが、どれみたちの大親友として行動を共にする。第2期以降は前作での成長やハナちゃんの子育てなどを通じて、周囲に優しく接する場面も目立つようになった。
なお、魔女見習いとしては第2期以降、マジョリカの経営する美空町のMAHO堂所属に変わっているが、チャイドルとしては引き続きマジョルカの事務所（ルカ・エンタープライズ）に所属している。第4期終盤での、魔女ガエルの呪いを解除する大掛かりなマジカルステージの際、マジョリカの呪いはどれみ自身が解くべきだという計らいがあったのに対し、マジョルカとおんぷに対しては何も無く、マジョルカの呪いは前述のマジカルステージで同時に解けた。
魔女見習いになった後は、魔女界の文字や、会計のルールも理解できるようになり、どれみたちよりも魔女界に溶け込んでいった。
小学6年生のときに、世界に通用する女優を目指してハリウッド映画のオーディションを受けるが、無名の新人が採用され、おんぷは落選となった。おんぷは魔法で「普通の女の子」に変身して街中をさまよい、世界的な女優のSAKUYA（さくや）と出会い、「子供でいられる時間を大切にしなさい」と教わり、迷いから覚める。中学に芸能コースを持つ遠近学園を最終的に選んだのは、単身赴任していた父の住まいに近いことと将来の自分設計を総合的に、一人で考えた結果からだった。
第6期では、出演映画の興行的失敗による人気低迷とルカ・エンタープライズに代わっておんぷを売り込んでいた母親が軽い脳梗塞で倒れ、芸能記者にも追われていたことから、父の実家がある北海道の稚内で静養していた。夢を諦めかけていた彼女だったが、その後かつてのライバルだった桐野かれんの計らいもあって、舞台女優として活躍することを志す。
どれみたちが魔女見習いに復帰したのに対し、自身は魔女見習いになるつもりはなかったが、仕事で赴いたパリでハナちゃんの噂を知ったことを切っ掛けに、ハナちゃんを探し出すために魔女見習いに戻る決心をする。
2008年年末に母親の脳梗塞が再発して脳溢血に至り再び倒れる。この騒動により、おんぷは当時持っていた仕事を総キャンセルする事態に陥った。稚内市内に対応医療設備が存在しなかったことから母親はドクターヘリで国立旭川病院に運ばれて延命処置を受けるも植物状態から復帰することはなく、おんぷは2009年初頭に母親と死別する。この際、母との最期のひと時を邪魔されないようオヤジーデと協力して結界を張ったため、魔女見習いの資格を剥奪される。母の死後、おんぷは海外で演技を学びなおすことを望み、いずれはブロードウェーの舞台に立つことを夢見て、留学のために日本を離れニューヨークへと旅立っていった。

## 性格
性格は至ってクールで、特に初期のシリーズでは自己中心的な性格が強かったこともあって、魔法はどれみたちとは正反対ですでに記されているように「自分のため」に使用していた。しかし、シリーズが進むにつれて徐々にどれみたちMAHO堂のメンバーやクラスメイトたちに心を開いていく。その反面で、登場当初も人当たりは良く、整った容姿や芸能人としての肩書もあり、クラスの男子からは絶大な人気を誇っていた。
その一方で負けず嫌いで努力家な面もあり、第2期では放課後は仕事のために手伝うことができないために、夜にMAHO堂を訪れてハナちゃんを世話していた。また、幼少期は数多くの習い事をしており（第2期第11話・第44話）、第4期第5話では仕事の合間を縫って英会話教室に通っていることを告白している。プロ意識も登場当時から既に強かった。仕事の都合で別居している父親を慕う一面も見られる。ピーマンが大嫌いで食べると失神してしまうほどだったが、「ママがこれではハナちゃんの野菜嫌いの呪いは解けない」と特訓して克服した。
自分が芸能人で普通の小学生とは異なると思い込んでいたことから心に垣根を作っていたが、それを乗り越えて普通の友人として接してくれたどれみには感謝しており、もしどれみと出会わなければ、自己中心的で嫌な性格になっていただろうと、本人がどれみに告白している。
第3期以降では基本的にはクールだが、喜怒哀楽が激しくなった。また、サンバカーニバルに興味を持ってしまい、どれみたちをサンバダンサーに変身させて、マジョリカと共に踊るなど、好奇心旺盛な部分も見られた。
芸能人ゆえ、カメラのシャッター音につい反応してしまい、魔法で猫に変身していたにもかかわらず振り向いてしまった。

## 交友関係
第1期第49話で「しあわせ橋」というドラマの準主役・茜（あかね）役をめぐるオーディションで、同じチャイドルの森野かれん（もりの かれん）と出会い、仲良くなる。第3期第40話で、おんぷが焼きイモを食べるとスポーツ新聞にスクープ記事を載せられるかもしれない、「そのため彼女だけは食べる前にパティシエポロンを出して太らないように魔法のもとをかけていた」というありえなさそうな空想話をどれみたちにしている時も、その記事の下に森野かれんが友人としてインタビューで彼女を庇う発言をしたことが記述されている。そして後に、おんぷがハリウッド映画のオーディションに落選した時には「友人」としてインタビューを受けたことが実際のスポーツ新聞に載っている。

## 芸能活動
「機動戦隊バトルレンジャー」ではミイ姫を演じていた。機動戦隊バトルレンジャー第42話「ミイ姫は平和を祈る」から登場した模様。なお、機動戦隊バトルレンジャー第42話が放送されているシーンは『おジャ魔女どれみ』本編第1期第42話で描写されている。「おジャ魔女戦隊マジョレンジャー」ではマジョパープルに該当し、第4期第24話のアバンタイトルに一瞬だけ登場するが、それ以外の本編ではその姿にならなかった。
ラジオ局「FM MISORA」で「おんぷのサンデー・プルルン」という番組のパーソナリティを務めている。この番組は毎週日曜の朝9時から、生放送で放送されている。また、ドラマCDには「おんぷのファミファミサタデー」という番組も存在する。
歌手活動もしており、劇中では「half point」「ルピナスの子守歌」「WE CAN DO!」などの曲を歌うシーンがある（いずれも実際に発売されたCDに収録）。第3期第18話では「WE CAN DO!」のレコーディングの様子が描かれた。
「素顔のおんぷ」という写真集も発売されている。売り上げは20万部を突破し、話題のベストセラー写真集であり、オヤジーデも購入している。
しかし中学生になると人気は急落し、北海道で休業。その後東京に戻り、舞台女優としての再起を図る。自身が出演した「ブルームーン」が大成功したのを機に、順調に出演作を増やし、人気を取り戻しつつあった。
その後、母が病に倒れ亡くなったことにより仕事が総キャンセルとなり、日本の芸能界の信用を完全に失うことになる。高校卒業後は海外で舞台女優として活躍することを志し、留学のためにブロードウェイの本場であるニューヨークへ拠点を移す。

## 余談
- なお、元々「おんぷ」という名前は本作品の主人公（どれみ）に与えられる予定だった。しかし、商標にひっかかるという事情から断念することになり、本来主人公の妹に与えられる予定だった「どれみ」が主人公の名となり、主人公の妹には「ぽっぷ」という名が与えられ、「おんぷ」は「どれみ」のライバル的なキャラクターに与えられることとなった[22]。
- おんぷのイメージカラーは当初、紫の他に黒が候補に上がっていた。しかし、「大人っぽいムードがあって善悪わからないイメージにしたい」という意向から、どちらにもつかない色で紫に決定した[要出典]。